# Kanton Fismes
Kanton Fismes (fr. Canton de Fismes) byl francouzský kanton v departementu Marne v regionu Champagne-Ardenne. Tvořilo ho 24 obcí. Zrušen byl po reformě kantonů 2014.

## Obce kantonu
- Arcis-le-Ponsart
- Baslieux-lès-Fismes
- Bouvancourt
- Breuil
- Châlons-sur-Vesle
- Chenay
- Courlandon
- Courville
- Crugny
- Fismes
- Hermonville
- Hourges
- Jonchery-sur-Vesle
- Magneux
- Montigny-sur-Vesle
- Mont-sur-Courville
- Pévy
- Prouilly
- Romain
- Saint-Gilles
- Trigny
- Unchair
- Vandeuil
- Ventelay